# Шибаева, Александра Илларионовна
Александра Илларионовна Шибаева (1928—2000) — советский передовик производства, мастер машинного доения колхоза «Заря» Палехского района Ивановской области. Полный кавалер ордена Трудовой Славы (1975, 1976, 1983).

## Биография
Родилась 18 апреля 1928 года в деревне Медвежье, Палехского района Ивановской области в русской крестьянской семье. 
С 1940 года после окончания четырёх классов сельской школы, начала свою трудовую деятельность обычной колхозницей в колхозе «Заря» Палехского района Ивановской области. С 1945 года начала работать дояркой на молочной ферме колхоза «Заря» Палехского района Ивановской области, начала добиваться отличных результатов и высоких надоев, в основном в её ведении находились черно-пестрые породы коров, стала лидером по надоям молока выполнив три тысячи надоев. 
14 февраля 1975 года Указом Президиума Верховного Совета СССР «за большие успехи, достигнутые во Всесоюзном социалистическом соревновании, и проявленную трудовую доблесть в повышении производительности труда и продуктивности общественного животноводства» Александра Илларионовна Шибаева была награждена орденом Трудовой Славы 3-й степени.
23 декабря 1976 года Указом Президиума Верховного Совета СССР «за большие успехи, достигнутые во Всесоюзном социалистическом соревновании, и проявленную трудовую доблесть в повышении производительности труда и продуктивности общественного животноводства» Александра Илларионовна Шибаева была награждена орденом Трудовой Славы 2-й степени.
С 1976 по 1980 годы десятой пятилетки и с 1981 по 1985 годы одиннадцатой пятилетки А. И. Шибаева добилась особенно выдающихся результатов своей трудовой деятельности: социалистические обязательства за 10-ю пятилетку она выполнила за четыре года и восемь месяцев получив от двадцати четырёх закреплённых за ней коров по 4154 килограмм молока при плане — 3800 килограмм и обязательстве — 3900 килограмм, в 11-й пятилетке она получила свыше — 4400 килограмм молока.  
21 декабря 1983 года Указом Президиума Верховного Совета СССР «за успехи, достигнутые во Всесоюзном социалистическом соревновании, проявленную трудовую доблесть в выполнении обязательств и принятых обязательств по увеличению производства молока в зимний период 1982—1983 годов» Александра Илларионовна Шибаева была награждена орденом Трудовой Славы 1-й степени, тем самым став Полным кавалером ордена Трудовой Славы. 
После выхода на заслуженный отдых, жила в родной деревне Медвежье Ивановской области.
Умерла 7 марта 2000 года, похоронена на кладбище села Тименка Палехского района. 

## Награды
- Орден Трудовой Славы I степени (21.12.1983)
- Орден Трудовой Славы II степени (23.12.1976)
- Орден Трудовой Славы III степени (14.02.1975)